# Morti nel 1287
| Questa pagina contiene informazioni ricavate automaticamente dalle voci biografiche con l'ausilio del template Bio e di un bot. L'aggiornamento è periodico e automatico e ricostruisce completamente la pagina. Se manca una persona in questa lista, sei pregato di non aggiungerla, ma accertati piuttosto che la sua voce biografica contenga il template Bio e che i dati anagrafici siano correttamente compilati. Se il template Bio manca, inseriscilo tu stesso o, in alternativa, metti l'avviso {{tmp\|Bio}} che ne segnala la mancanza. Se i dati riportati sono sbagliati, correggi direttamente la voce biografica; le modifiche saranno visibili in questa lista entro pochi giorni. Per chiarimenti vedi il progetto biografie. La lista contiene solo le 23 persone che sono citate nell'enciclopedia e per le quali è stato implementato correttamente il template Bio. Pagina aggiornata al 10 ago 2025. |

- 26 marzo - Wilken von Endorp
- 3 aprile - Papa Onorio IV, papa e cardinale italiano
- 8 aprile - Conte Casati, cardinale e giurista italiano
- 27 luglio - Ugo di Evesham, cardinale inglese
- 29 agosto - Tommaso di Clare, nobile inglese
- 8 settembre - Giordano Orsini, cardinale italiano
- 19 ottobre - Boemondo VII d'Antiochia, conte (n. 1261)
- Alaimo da Lentini, generale italiano
- Ingeborg di Danimarca, sovrana danese
- Jacopina Fieschi, nobildonna italiana
- Ghiyath al-Din I di Delhi, sultano turco
- Gottifredo di Raynaldo, cardinale italiano
- Guglielmo I de la Roche, duca
- Guelfo da Lombrici, politico italiano
- Elie Pilet, patriarca cattolico francese
- Gano degli Scornigiani, nobile italiano
- Tuda Mengu, condottiero mongolo
- Varnerio di Oberwesel, santo tedesco (n. 1271)
- Cervotto d'Accursio, giurista italiano (n. 1240)
- Adinolfo da Mineo, nobile italiano (n. 1264)
- Johan Perez de Avoin, trovatore portoghese (n. 1228)
- Richard Bruce, nobile e cavaliere medievale scozzese
- Corrado di Würzburg, poeta tedesco (n. 1220)